# Francisco Xavier Ximénez
Francisco Xavier Ximénez, natural de Santiago del Estero, en ese entonces bajo dominio del Imperio español, actual Argentina, fue alcalde de primer voto del Cabildo de Montevideo.
Contrajo matrimonio en 1734 con Cayetana Rosa Martínez de los Santos, hija de pobladores de origen canario asentados en Montevideo, provenientes de Santa Cruz de Tenerife. Fue padre de dos mujeres y dos varones, Francisco y Pedro Ignacio.
En 1774 adquirió las tierras donde se asienta actualmente la población de San Bautista, en el departamento de Canelones.
Falleció el 9 de mayo de 1776.
- Datos: Q2884894